# Pianta Angelica

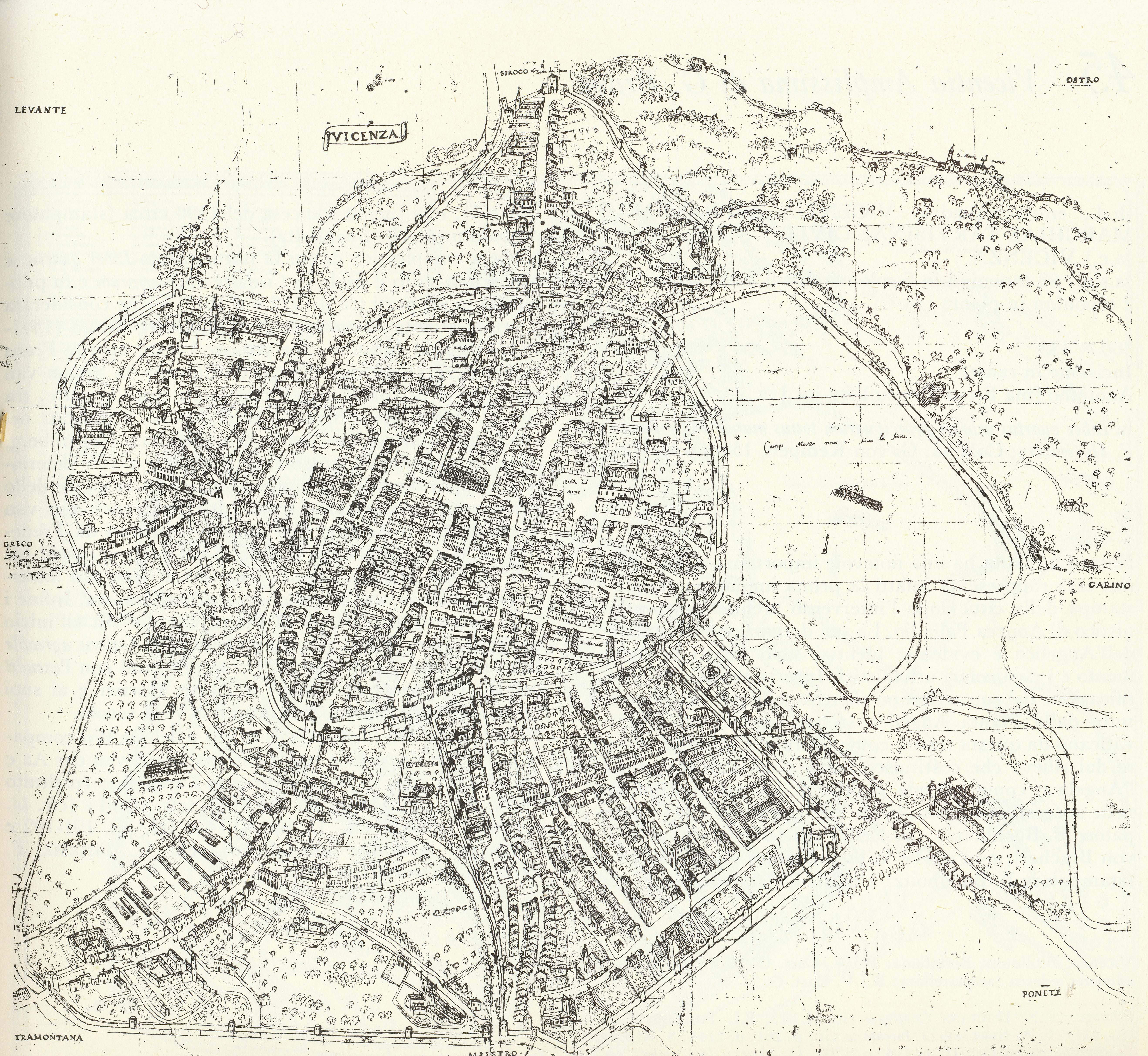
La pianta Angelica (riproduzione eseguita nel XVI secolo da Giovanni Battista Pittoni)

La pianta Angelica è una grande pianta prospettica della città di Vicenza, realizzata in epoca rinascimentale e conservata presso la Biblioteca Angelica di Roma, da cui prende il nome. Si rifà alle vedute di città in voga nel Cinquecento, in primis quella di Venezia realizzata da Jacopo de' Barbari nel 1500.

## Storia
La pianta Angelica risale alla seconda metà del Cinquecento.
Da vari documenti redatti dal nunzio vicentino a Venezia Giambattista Pigafetta si evince che costui pagò complessivamente la somma di 8 ducati, versati in varie tranche tra il 10 dicembre 1579 e il 21 marzo 1580, al maestro miniatore Giovanni Battista Pittoni per la realizzazione della copia del disegno della città di Vicenza.
La copia era stata richiesta dai Deputati del governo della Repubblica per trasmetterla a Roma. Che la Pianta fosse una copia di carta redatta in precedenza da cartografi specializzati risulta dalla suddivisione del foglio della Pianta in riquadri aventi lato di circa 8 cm.
Risulta infatti che il 6 aprile 1579 il Consiglio dei Cento deliberava la redazione del "simulacrum sive forma civitatis": tale pianta della città doveva pertanto essere stata redatta nei mesi compresi tra aprile e dicembre.
Nel 1965, la Pianta fu sottoposta a restauro ad opera dell'Istituto di Patologia del Libro.

## Descrizione

### Materiali
La pianta Angelica è realizzata su un foglio di carta priva di filigrana. Il foglio, che misura circa 1,4 m di larghezza e 1,3 m di altezza, fu ottenuto per unione di sei strisce.
L'inchiostro utilizzato era il bistro, che però si è dimostrato instabile nel tempo virando a una colorazione rossastra.
Al presente la pianta è supportata su tela, fissata tra due aste lignee, e normalmente conservata arrotolata in un contenitore cilindrico.

### Raffigurazione della città
La visione della città di Vicenza nella pianta è prospettica, con un'inclinazione di 45° sul piano dell'orizzonte. La pianta è orientata con il sud-est posto al centro della pianta in alto, in modo che i punti cardinali principali corrispondono agli angoli del foglio.
Al centro della pianta si trova il centro della città, racchiuso dalla prima cinta delle mura medievali.